# HIStory/Ghosts
History/Ghosts는 마이클 잭슨의 앨범 HIStory: Past, Present and Future, Book I에 수록된 히트 싱글이다. 또한 Ghosts는 97년에 발매될 리믹스 앨범인 Blood on the Dance Floor: HIStory in the Mix에 수록돼 있다.
1997년 7월 30일에 발매됐으며, 이 곡에서 중간중간에 나오는 내레이션은 전 세계가 영광스럽고, 환호스럽던 날들의 연도와 해를 녹음한 것이라고 한다. 특히 뮤직비디오에서는 마틴 루서 킹 목사, 존 F. 케네디 미 전 대통령, 말콤 엑스 등 미국 사회에 큰 영향을 끼쳤던 인물들이 등장한다. 전 세계에서 50위안에 진입했었다.
두 번째 곡인 'Ghosts'는 테디 레일리가 작곡한 뉴 잭 스윙의 곡이며, 야후 뮤직은 이 곡에 대해 'Thriller 같은 곡'이라고 평가했다.